# Škrjanče, Mirna
Škrjanče este o localitate din comuna Trebnje, Slovenia, cu o populație de 26 de locuitori.